# Silvano Dalle Vacche
Silvano Dalle Vacche (Sant'Agata sul Santerno, 30 settembre 1923 – 2008) è stato un calciatore italiano, di ruolo attaccante.

## Caratteristiche tecniche
Giocava come ala.

## Carriera

### Club
Nato in Provincia di Ravenna, iniziò la carriera nel Baracca Lugo. Interrotta la carriera a causa della Seconda guerra mondiale, Dalle Vacche tornò a giocare nel 1944, disputando il Campionato Alta Italia della Repubblica Sociale Italiana (6 partite, 2 reti), con il Ravenna. Giocò un'ulteriore stagione con il Ravenna nella Serie C 1945-1946, segnando 11 reti in 20 incontri: le sue prestazioni gli valsero il trasferimento alla SPAL, in Serie B, in occasione del campionato 1946-1947. Nel 1948 passò alla Mestrina, facendo ritorno in C; fu poi ceduto all'Udinese, con cui giocò da titolare la Serie B 1949-1950, 31 presenze e 8 gol. Ottenuta la promozione, ebbe l'opportunità, a fine carriera, di scendere in campo in Serie A: nel corso della stagione 1950-1951 fu impiegato in 4 occasioni.